# Соколов, Егор Владимирович
Егор Владимирович Соколов (род. 7 июня 2000, Екатеринбург) — российский хоккеист, нападающий.

## Биография
Сначала занимался фигурным катанием. Начал заниматься хоккеем в Екатеринбурге сначала в «Юности», через несколько лет в главной команде города, «Автомобилисте». Права на Соколова в КХЛ остались принадлежать этому клубу, хотя их пытался выменять «Трактор».
В 13 лет Соколов переехал в челябинскую команду «Трактор-2000», которая считалась одной из сильнейших в России по его году рождения. Через два года стал капитаном команды и был приглашен в сборную России своего возраста. В сезоне 2016/17 провёл 15 матчей в МХЛ за команду «Белые медведи», но непонимание своей роли постоянная отправка в юношескую команду «Трактора» привели к низкой результативности и желанию Соколова уехать в
северную Америку.
В июне 2017 года на импорт-драфте Канадской хоккейной лиги он был выбран под 35-м номером командой Главной юниорской хоккейной лиги Квебека «Кейп-Бретон Скриминг Иглз». Вначале Соколов не пользовался доверием у тренерского штаба, но после смены тренера вошёл в число лучших бомбардиров среди новичков лиги. В 200 матчей в Лиге Квебека Соколов набрал 199 очков, став лучшим снайпером лиги в сезоне 2019/20.
Стал серебряным призёром молодёжного чемпионат мира 2020 года.
Осенью 2020 года, в разгар эпидемии коронавируса занимался волонтёрством в Кейп-Бретоне.
На драфте НХЛ 2020 года был выбран во 2-м раунде под общим 61-м номером клубом «Оттава Сенаторз». С сезона 2020/21 — игрок команды АХЛ «Белвилл Сенаторз». 9 ноября 2021 года, после того, как несколько игроков «Оттавы» попали в ковид-протокол, дебютировал в НХЛ в матче с «Бостон Брюинз», всего в сезоне провёл 8 игр.
В феврале 2025 года был обменян из «Автомобилиста» в ЦСКА. В июле был обменян в «Торпедо» и подписал контракт на один сезон.